# Higgsino
Higgsinos (zusammenfassendes Formelsymbol {\displaystyle {\tilde {H}}}) sind in supersymmetrischen Theorien der Elementarteilchenphysik die hypothetischen fermionischen Superpartner der bosonischen Higgs-Felder {\displaystyle H\,\!}.
Analog zur Anzahl der Higgs-Felder gibt es daher im MSSM insgesamt fünf Higgsinos:
| zugehöriges Higgs-Feld {\displaystyle H\,\!} enthalten in … | Masse       | Elektrische Ladung               | Elektrische Ladung                                | Symmetrie- eigenschaft |
| ----------------------------------------------------------- | ----------- | -------------------------------- | ------------------------------------------------- | ---------------------- |
| zugehöriges Higgs-Feld {\displaystyle H\,\!} enthalten in … | Masse       | neutral                          | geladen                                           | Symmetrie- eigenschaft |
| Standardmodell (Higgs-Boson)                                | rel. leicht | {\displaystyle {\tilde {h}}^{0}} | -                                                 | Skalar                 |
| MSSM                                                        | schwer      | {\displaystyle {\tilde {H}}^{0}} | {\displaystyle {\tilde {H}}^{+},{\tilde {H}}^{-}} | Skalar                 |
| MSSM                                                        | schwer      | {\displaystyle {\tilde {A}}^{0}} | -                                                 | Pseudoskalar           |

## Mischung zu Masseneigenzuständen
Aufgrund übereinstimmender Quantenzahlen (Spin, elektrische und Farbladung) mischen die Higgsinos als Wechselwirkungseigenzustände mit den nicht beobachtbaren Gaugino-Superpartnern der W- und B-Felder, den Winos {\displaystyle {\tilde {W}}} und dem Bino {\displaystyle {\tilde {B}}}, zu folgenden beobachtbaren Masseneigenzuständen:
- vier elektrisch neutrale Majorana-Fermionen: die Neutralinos {\displaystyle {\tilde {\chi }}_{1}^{0}\dots {\tilde {\chi }}_{4}^{0}} bzw. {\displaystyle {\tilde {N}}_{1}^{0}\dots {\tilde {N}}_{4}^{0}}
(aus den neutralen Gauginos {\displaystyle {\tilde {W}}^{0}} und {\displaystyle {\tilde {B}}^{0}} bzw. dem Photino {\displaystyle {\tilde {\gamma }}} und dem Zino {\displaystyle {\tilde {Z}}^{0}} sowie den neutralen Higgsinos {\displaystyle {\tilde {h}}^{0}} und {\displaystyle {\tilde {H}}^{0}} bzw. {\displaystyle {\tilde {H}}_{a}^{0}} und {\displaystyle {\tilde {H}}_{b}^{0}})
- zwei Paar elektrisch geladene Dirac-Fermionen: die Charginos {\displaystyle {\tilde {\chi }}_{1}^{+}} / {\displaystyle {\tilde {\chi }}_{1}^{-}} und {\displaystyle {\tilde {\chi }}_{2}^{+}} / {\displaystyle {\tilde {\chi }}_{2}^{-}} bzw. {\displaystyle {\tilde {C}}_{1}^{+}} / {\displaystyle {\tilde {C}}_{1}^{-}} und {\displaystyle {\tilde {C}}_{2}^{+}} / {\displaystyle {\tilde {C}}_{2}^{-}}
(aus den geladenen Gauginos {\displaystyle {\tilde {W}}^{1}} und {\displaystyle {\tilde {W}}^{2}} bzw. {\displaystyle {\tilde {W}}^{+}} und {\displaystyle {\tilde {W}}^{-}} sowie den geladenen Higgsinos {\displaystyle {\tilde {H}}^{+}} und {\displaystyle {\tilde {H}}^{-}}).

Dagegen sind im Standardmodell keine Higgs-Felder dafür nötig, dass die Vermischungen der entsprechenden Felder der elektroschwachen Wechselwirkung infolge spontaner Symmetriebrechung beobachtbar werden:
- Vermischung der Felder W0 und B0 zu den neutralen Z-Bosonen und Photonen
- Vermischung der Felder W1 und W2 zu den geladenen W+- und W−-Bosonen.